# Simão IV de Montfort
Simão IV de Montfort (1160/1165 (?) – Tolosa, 25 de junho de 1218), nobre franco-normando, Senhor de Montfort-l'Amaury, 5.º conde de Leicester, conde de Tolosa, visconde de Béziers, de Razès, de Albi e de Carcassona, é a principal figura da cruzada contra os Albigenses.

## Origens
Simão de Monforte é originário da casa de Monforte-Amalrico, uma família de barões de Île-de-France pelo lado paterno, Simão III de Monforte, e da nobreza anglo-normanda pelo lado de sua mãe, Amícia de Beaumont, dama de Leicester. Seu avô, Amalrico III de Monforte foi conde de Évreux e Senescal da França. Seu pai Simão era gruyer real da floresta de Yvelines. Sua mãe era herdeira da metade do condado de Leicester e tinha o direito ao título de Senescal da Inglaterra. Os detalhes de sua infância são desconhecidos.

## Títulos anteriores às Cruzadas
Em 1181, após o falecimento de seu pai, o agora conde de Évreux vai ter com seu primogênito Amalrico V; recebe apenas a senhoria de Monforte e o cargo de gruyer. Entre 1206 e 1207, se torna efetivamente conde de Leicester por alguns meses, antes de ser confiscado pelo rei inglês, João sem terra, por "desobediência". Em 1188, ele aparece em uma reunião em Gisors, entre Filipe Augusto e Henrique II da Inglaterra. Desposa Alícia de Montmorency, filha de Bucardo de Montmorency e irmã de Mateus II de Montmorency, o condestável francês.

## Cruzadas
Em 1199, durante um torneio organizado pelo conde Tibaldo III de Champanhe em Ecry-sur-Aisne, recebe a Cruz e, após organizar sua partida, embarca para participar da quarta Cruzada. Todavia, não se solidariza com a empreitada quando se decide tomar a vila cristã de Zara para reembolsar as dívidas contraídas junto aos venezianos para garantir o transporte marítimo da Cruzada. Ele obtém por seus próprios meios os territórios franceses de além-mar na Palestina. A tradição dita que Simão obteve um pedaço da santa Cruz, o qual ofertou ao monastério de Hautes-Bruyères.
Em 1209 tomou parte do exército cruzado contra os hereges cátaros, na chamada Cruzada dos Albigenses, participando notavelmente dos cercos de Béziers e de Carcassona. Após este episódio sangrento, foi escolhido como chefe temporário da Cruzada, o abade de Cîteaux, Arnaldo Amalrico permanecendo como seu chefe espiritual, e se torna visconde de Béziers e Carcassona, substituindo Raimundo Rogério Trencavel, titular da posição, destituído por apoiar a heresia.

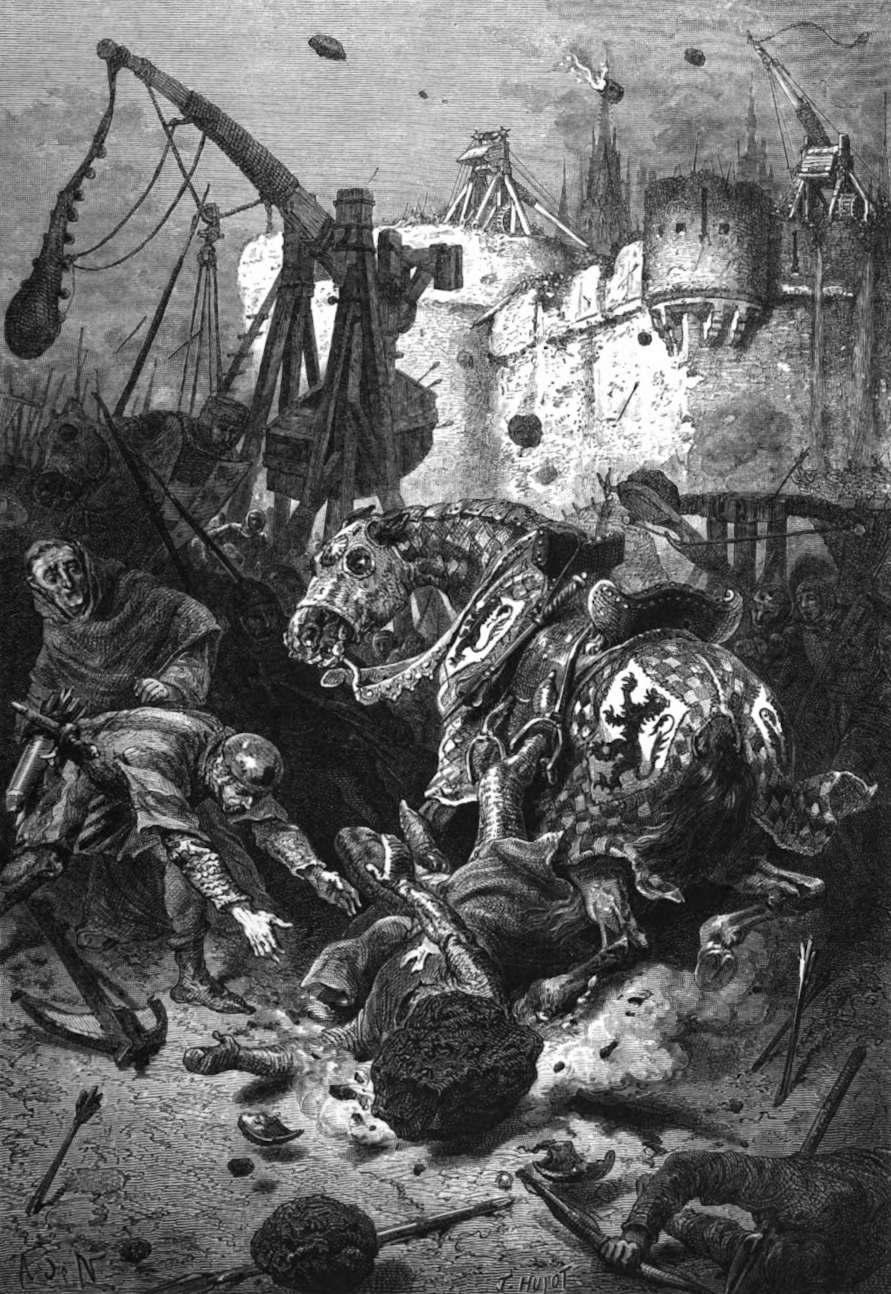
Morte de Simão de Monforte durante o cerco de Tolosa (25 de junho 1218)

Em 1213, derrota o exército do rei Pedro II de Aragão, que é morto na batalha de Muret. Em novembro de 1215, o conselho de Latrão reconhece-o como conde de Tolosa e dá testemunho do condado ao rei da França em maio de 1216.

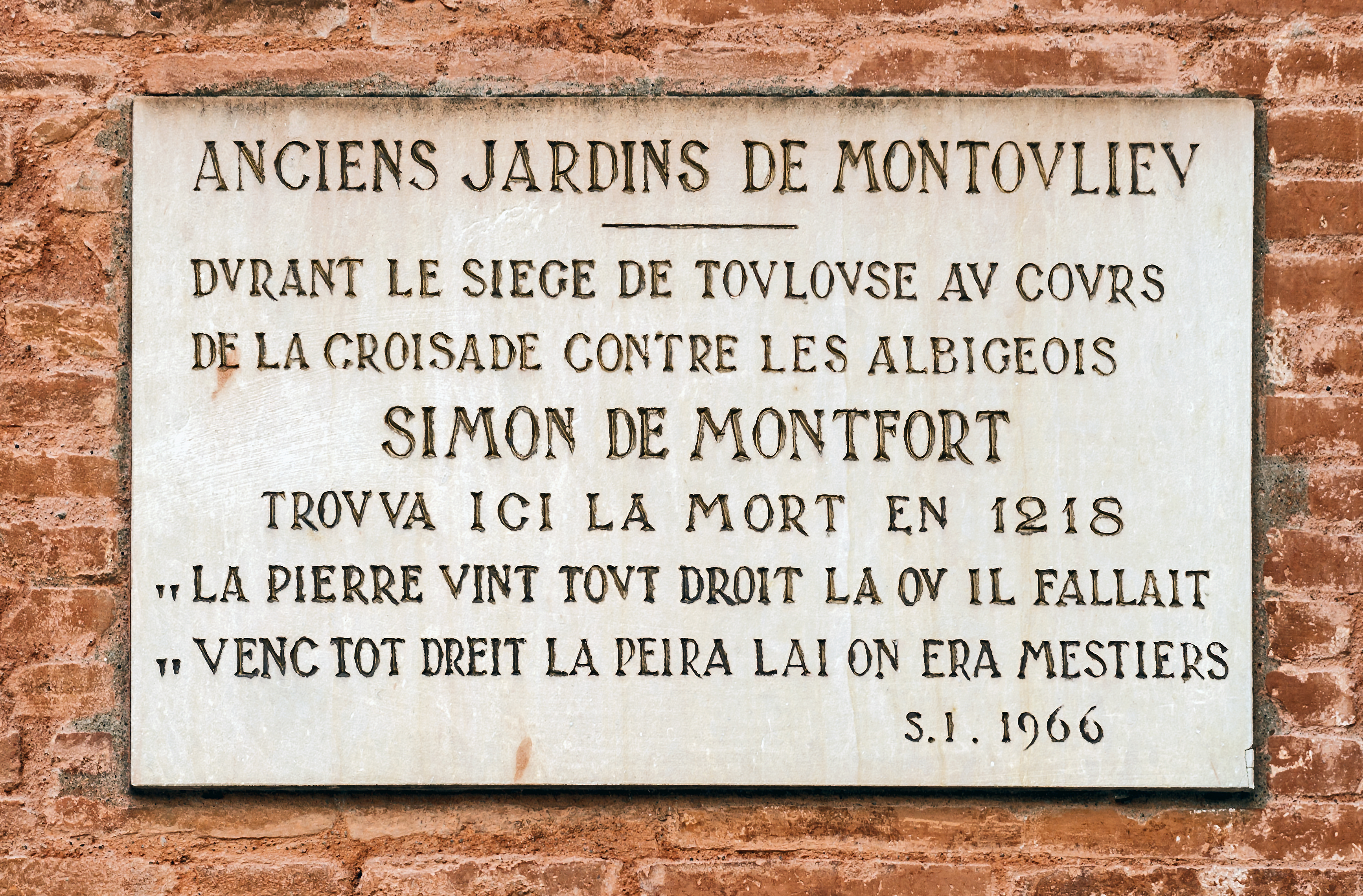
Placa comemorativa da morte de Simon de Montfort

Não tarda a entrar em conflito com o arcebispo de Narbona, Arnaldo Amalrico: assim que ele rende homenagem ao ***Toulousain***, a cidade de Beaucaire abre suas portas a um rival, Raimundo VII de Tolosa. Ele não chega a tomar a cidade mas deve abandonar o cerco para reprimir a revolta em Tolosa. Em 13 de setembro de 1217, Tolosa abre por sua vez suas portas a Raimundo, que não tarda a receber reforços do conde de Foix, dos catalães e dos aragoneses. Simão impõe seu cerco à cidade em 8 de outubro. Em 25 de junho, durante uma fuga dos sitiados, ele morre atingido por uma pedra lançada por uma catapulta manobrada por mulheres.
O Condado de Tolosa, entretanto, permanecerá com Raimundo VII de Tolosa, até cair depois por tratado dentro do domínio real por ocasião da morte de sua filha, casada com o irmão do rei, que não deixou herdeiros.
Seu filho Amaury, que se torna condestável da França após a saída de seu tio, verá a confirmação em teoria das posses continentais de seu pai. O segundo filho, Guido de Monforte, se torna conde de Bigorre por casamento, mas não sobrevive ao primogênito mais que dois anos.

O caçula, Simão VI, parte para a Inglaterra, onde terá um papel importante sob o reinado de Henrique III da Inglaterra. Apesar de cunhado de Henrique III, já que era casado com a Eleanor de Leicester, irmã do rei, o Conde de Leicester não lhe fez a vida fácil e foi o responsável pela convocação da primeira sessão do parlamento britânico, ao abrigo das disposições da Magna Carta. Em 1264, Henrique é derrotado em Batalha de Lewes e feito prisioneiro de Simão VI de Monforte. O poder ficou, a princípio, nas mãos de Monforte, que exerceu uma forte ditadura. Em 1265 reuniu um novo parlamento. Mas no mesmo ano, Monforte foi derrotado e morto pelo príncipe herdeiro Eduardo. Henrique III foi restaurado e dissolveu o parlamento.

Brasão de Armas dos senhores de Montfort-l'Amaury